# Schrebera swietenioides
Диявольська піхва (Schrebera swietenioides) — тропічне дерево роду скребера (Schrebera).

## Назва
Якщо відтиснути дозрілий плід на вологій землі, залишається відбиток у формі жіночої піхви. Звідси походить назва тай. yoni pisat, або «Диявольська піхва».

## Будова
Листяне дерево висотою до 15 м. Кора сіро-чорна. Листя складне, непарноперисте до 10 см жавдовжки. Запашні жовто-коричневі квіти з'являються вночі. Плід — коробочка, розкривається на дві частини. Насіння крилате.

## Життєвий цикл
Квітне та плодоносить з травня по червень.

## Поширення та середовище існування
Індія, Гімалаї, М'янма, Таїланд. Існують відомості, що зустрічається лише на потухлих вулканах.

## В культурі
У тайському епосі «Пачат-Орафім» головна героїня Орафім перетворюється у чоловіка, залишивши піхву цьому дереву.